# Amípsies
Amípsies (en grec antic: Ἀμειψίας, llatí: Ameipsias) fou un poeta còmic de l'antiga Grècia natural d'Atenes que va viure a la segona meitat del segle v aC.
Era contemporani d'Aristòfanes, amb qui va competir almenys dues vegades en competicions dramàtiques. A les Dionísies de l'any 423 aC va fer segon amb la seva obra Κόννος ('Connos'), darrere de Πυτίνη ('la botella') de Cratí i per davant d'Els núvols d'Aristòfanes. A les Dionísies del 414 aC, va ser primer amb la seva obra Κωμασταί ('els comastes'), davant d'Els ocells d'Aristòfanes i de Προάστριαι Μονότροπος de Frínic. Sembla que la seva obra Connos tenia la mateixa temàtica que Els núvols, i, segons Diògenes Laerci, Sòcrates sortia com a personatge en aquesta obra.

## Obres
Ateneu de Nàucratis ha conservat els títols i alguns fragments d'obres seves:
- Κόννος ('Connos')
- Κωμασταί ('els Comastes')
- Ἀποκοτταβίζοντες ('els Jugadors de còtabos')
- Κατεσθίων ('el Menjador') (dubtosa)
- Μοιχοί ('els Adúlters')
- Σαπφώ ('Safo')
- Σφενδόνη ('la Fona')

La major part de les seves obres de teatre eren de la vella comèdia, però n'hi ha que es poden adscriure amb tota probabilitat a la comèdia mitjana.